# カクバリズム
カクバリズム（KAKUBARHYTHM）は日本のインディーズレーベル、マネージメント会社である。

## 概要
当時、STIFFEEN RECORDSを安孫子真哉（元銀杏BOYZ、当時はGOING STEADY）と共同運営していた、SNOTTY、BOYS NOWのボーカル、角張渉がYOUR SONG IS GOODの音源をリリースするために2002年に設立。現在では、SAKEROCK、イルリメ、二階堂和美、キセル、ceroなどのミュージシャンやバンドを擁するインディーズレーベル、マネージメント会社である。
カクバリズムは元々イベント名であり、名付け親は戸川琢磨（ex-bluebeard, ex-COMEBACK MY DAUGHTERS）。
YOUR SONG IS GOODのメジャーデビュー時には、カクバリズムとユニバーサルミュージックの一レーベル、「UNIVERSAL J」（後に「NAYUTAWAVE RECORDS」へレーベル内移籍）との共同リリースという形をとっていた。
2008年から、海外アーティストのライセンス・リリースを開始。
音楽のみならず、浜野謙太、サイトウ"JxJx"ジュン（YOUR SONG IS GOOD）の個人仕事を始めとする、俳優業、タレント業などのマネージメントも行っている。

## 沿革
- 2001年：角張渉がYOUR SONG IS GOODを中心としたイベント、「KAKUBARHYTHM」を開始。

- 2002年3月：YOUR SONG IS GOODの初音源となる7インチ、『BIG STOMCH,BIG MOUTH / LOVE GENERATION』のリリースを機にレーベルとして発足。

- 2007年12月1日：カクバリズム5周年を記念して「KAKUBARHYTHM 5th Anniversary SPECIAL」をSHIBUYA-AXで開催。（YOUR SONG IS GOOD / SAKEROCK / イルリメ / キセル / MU-STARS、ゲストでサイプレス上野とロベルト吉野が出演）

- 2008年7月：洋楽部門レーベル「KAKUBARHYTHM INTERNATIONAL BARRYS」を設立。第1弾は、Talcの2ndアルバム「Licensed Premises Lifestyle」。

- 2012年10月：カクバリズム10周年を記念して「カクバリズム 10years Anniversary Special」を東名阪ツアーで開催。（YOUR SONG IS GOOD / SAKEROCK / キセル / 二階堂和美withにじみバンド / (((さらうんど))) / cero / MU-STAR GROUPで東名阪を周り、大阪にはneco眠る、名古屋はHALFBY、東京は片想い、サイプレス上野とロベルト吉野、TUCKERの3組がゲスト出演）

## 所属アーティスト
| アーティスト名                           | 読み                                            | 所属期間 | iTunes | 公式サイト | 備考                                                                               |
| ---------------------------------------- | ----------------------------------------------- | -------- | ------ | ---------- | ---------------------------------------------------------------------------------- |
| YOUR SONG IS GOOD - サイトウ"JxJx"ジュン | ユアソングイズグッド サイトウジェイジェイジュン | 2002年〜 | リンク | リンク     |                                                                                    |
| MU-STARS（MU-STAR GROUP）                | ミュースターズ                                  | 2003年〜 | リンク | リンク     |                                                                                    |
| キセル                                   | キセル                                          | 2007年〜 | リンク | リンク     | SPEEDSTAR RECORDSから移籍                                                          |
| cero                                     | セロ                                            | 2011年〜 | リンク | リンク     |                                                                                    |
| 片想い                                   | かたおもい                                      | 2012年〜 | リンク |            |                                                                                    |
| スカート                                 | スカート                                        | 2014年〜 | リンク | リンク     | 2017年ポニーキャニオンからメジャーデビュー(レーベルのみ、所属はカクバリズムのまま) |
| VIDEOTAPEMUSIC                           | ビデオテープミュージック                        | 2015年〜 | リンク | リンク     |                                                                                    |
| 在日ファンク - 浜野謙太                  | ざいにちファンク はまのけんた                   | 2017年〜 | リンク | リンク     |                                                                                    |
| 思い出野郎Aチーム                        | おもいでやろうエーチーム                        | 2017年〜 | リンク | リンク     | felicityから移籍                                                                   |
| Mei Ehara                                | メイエハラ                                      | 2017年〜 | リンク | リンク     |                                                                                    |
| Hei Tanaka                               | ヘイ タナカ                                     | 2018年〜 | リンク | リンク     |                                                                                    |
| Homecomings                              | ホームカミングス                                | 2021年～ |        | リンク     | IRORI Recordsからメジャーデビュー。マネジメントをSecond Royal Records と共同。     |

## 以前所属していたアーティスト
| アーティスト名     | 読み                   | 所属期間       | iTunes | 公式サイト | 備考                                          |
| ------------------ | ---------------------- | -------------- | ------ | ---------- | --------------------------------------------- |
| SAKEROCK           | サケロック             | 2005年〜2015年 | リンク | リンク     | 2015年6月2日解散                              |
| イルリメ（鴨田潤） | イルリメ(かもだじゅん) | 2006年〜2011年 | リンク |            |                                               |
| 二階堂和美         | にかいどうかずみ       | 2006年〜2015年 | リンク | リンク     |                                               |
| 星野源             | ほしのげん             | 2010年〜2015年 | リンク | リンク     | アミューズへ移籍(レーベルはSPEEDSTAR RECORDS) |
| (((さらうんど)))   | さらうんど             | 2012年〜2015年 | リンク | リンク     | イルリメによる3人組バンド                     |

## リリースのみ
| アーティスト名               | 読み                                 | リリース期間   | iTunes | 備考 |
| ---------------------------- | ------------------------------------ | -------------- | ------ | ---- |
| SUGARHILL DOWNTOWN ORCHESTRA | シュガーヒルダウンタウンオーケストラ | 2004年         | リンク | 解散 |
| サイプレス上野とロベルト吉野 | サイプレスうえのとロベルトよしの     | 2006年         | リンク |      |
| THE BITE                     | ザバイト                             | 2009年         | リンク |      |
| neco眠る                     | ネコねむる                           | 2010年〜2014年 | リンク |      |
| GOROGOLO                     | ゴロゴロ                             | 2013年         | リンク |      |
| SCHOOL JACKETS               | スクールジャケッツ                   | 2013年         |        |      |
| Double Famous                | ダブルフェイマス                     | 2013年         | リンク |      |
| 古川麦                       | ふるかわばく                         | 2016年         | リンク |      |
| ポニーのヒサミツ             | ポニーのヒサミツ                     | 2016年         | リンク |      |

## 主なライブ
- 2007年06月26日 - カクバリズム 6月” 〜キセルとグッドラックヘイワ〜
出演者:キセル / グッドラックヘイワ
- 2008年04月06日 - カクバリズム&SAKEROCK presents 『大先輩vol.1』SAKEROCK×スチャダラパー
- 2008年08月17日 - カクバリズム&O-NEST presents 「カクバリズム de あぶら・でらぶ」
出演者:キセル / ウリチパン郡
- 2008年08月31日 - KAKUBARHYTHM meets Niw! Records
出演者:YOUR SONG IS GOOD / CUBISMO GRAFICO FIVE / AAPS / COMEBACK MY DAUGHTERS / COOL WISE MEN
- 2008年10月04日 - カクバリNIGHTS☆ in Fukuoka
出演者:アナ / ALOHA / イルリメ / キセル
- 2008年12月22日 - KAKUBARHYTHM presents SHIBUYA CLUB QUATTRO 20th Anniversary SPECIAL
出演者:キセル / 二階堂和美 / rei harakami
- 2009年08月23日 - KAKUBARHYTHM meets Niw! Records
出演者:YOUR SONG IS GOOD / 二階堂和美 / キセル / CUBISMO GRAFICO FIVE / FRONTIER BACKYARD / riddim saunter / COMEBACK MY DAUGHTERS
- 2010年09月11日・12日・19日 - KAKUBARHYTHM meets Niw! Records 2010 TOURS
出演者:YOUR SONG IS GOOD / イルリメ / FRONTIER BACKYARD / Riddim Saunter / CUBISMO GRAFICO FIVE
- 2010年09月18日 - カクバリズムのぐうぜん
出演者:SAKEROCK / スチャダラパー / 星野源
- 2011年09月11日 KAKUBARHYTHM meets Niw! Records 2011
出演者:YOUR SONG IS GOOD / cero / イルリメ / CUBISMO GRAFICO FIVE / QUATTRO / the band apart / 曽我部恵一BAND
- 2012年10月20日〜10月28日 - カクバリズム 10years Anniversary Special
- 2013年10月10日 - タワーレコード新宿店15周年大感謝祭 怒涛のライブ15連発【タワーレコード新宿店15周年大感謝祭 カクバリズム・スペシャルフリーライブパーティー】
出演者:(((さらうんど))) / cero / YOUR SONG IS GOOD
- 2014年04月20日 - Melody fair & カクバリズム presents「MELOBARHY FES. 2014」
出演者:cero / TOKYO No.1 SOUL SET / YOUR SONG IS GOOD / サイプレス上野とロベルト吉野 / スチャダラパー / 二階堂和美
- 2014年09月23日 - カクバリズム & LIQUIDROOM presents LIQUIDROOM 10th ANNIVERSARY
出演者:BTB / cero / スチャダラパー / 曽我部恵一
- 2014年10月13日 - KAKUBARHYTHM SPECIAL 〜福岡編〜
出演者:キセル / 片想い / 角張渉 / エダニ
- 2017年09月16日〜11月05日 - カクバリズム15Years Anniversary Special
出演者:YOUR SONG IS GOOD / キセル / cero / VIDEOTAPEMUSIC / MU-STARS / スカート / 在日ファンク / 二階堂和美 with Gentle Forest Sextet / 片想い / mei ehara / toe / スチャダラパー / トクマルシューゴ / 二階堂和美 with Gentle Forest Jazz Band / 思い出野郎Aチーム
- 2017年11月22日 - カクバリズム15周年イベント番外編「キセルと田中」
出演者:Hei Tanaka / キセル

## 関連書籍
- 「衣・食・住・音 音楽仕事を続けて生きるには」角張渉（2018年）リトル・モア
- 「ロック画報 特集カクバリズム」（2017） Pヴァイン